# René Meléndez
René Orlando Meléndez Brito (* 29. Dezember 1928 in María Elena; † 14. November 2002 in Viña del Mar) war ein chilenischer Fußballspieler, der 39 Länderspiele für Chile absolvierte, in denen er zehn Tore erzielte, und zweimal mit Everton chilenischer Meister wurde.

## Vereinskarriere
René Meléndez war eine Schlüsselfigur für die ersten beiden nationalen Meisterschaften von Everton. 1950 erzielte er den Siegtreffer im Finale gegen Unión Española und 1952 wurde der Stürmer Evertons mit 30 Toren Ligatorschützenkönig.
Nach Everton spielte der 1,73 m große Stürmer noch für Universidad de Chile, CD O’Higgins, Unión La Calera, mit denen er 1961 Zweitliga-Meister wurde, Deportes Colchagua und Luis Cruz Martínez, wo er seine Karriere beendete. 2002 verstarb Meléndez an einem Hirntumor.

## Nationalmannschaftskarriere
René Meléndez debütierte für Chile unter Trainer Ferenc Plattkó im April 1950 beim Freundschaftsspiel gegen Uruguay. Für die Fußball-Weltmeisterschaft 1950 in Brasilien wurde der Stürmer allerdings vom neuen Nationaltrainer Alberto Buccicardi nicht nominiert. Sein erstes Turnier war daher die Panamerikanische Fußballmeisterschaft 1952, bei der Chile die ersten vier Spiele gewinnen konnte, jedoch das letzte und entscheidende Spiel um den Turniersieg gegen Brasilien verlor. Meléndez spielte alle fünf Spiele und erzielte beim 6:1-Erfolg im Auftaktspiel gegen Panama mit dem zwischenzeitlichen 5:0 sein erstes Länderspieltor.
Beim Campeonato Sudamericano 1953 in Peru spielte Meléndez alle sechs Partien, blieb aber ohne Turniertor. Chile landete auf Platz vier der sieben Teilnehmer, jedoch hätte ein Sieg statt einer der beiden Niederlagen zum Turniersieg gereicht. Auch beim Campeonato Sudamericano 1955 im eigenen Land absolvierte der Stürmer Chiles alle Turnierpartien und erzielte drei Tore. Im letzten Turnierspiel zwischen Argentinien und Chile kam es zur Entscheidung um den Turniersieg, beide Teams lagen mit 7:1 Punkten an der Tabellenspitze. Argentinien gewann die Partie im Estadio Nacional de Chile knapp mit 1:0. Beim Campeonato Sudamericano 1956 in Uruguay wurde Chile erneut Zweiter, diesmal Chile Brasilien und Argentinien hinter sich, allerdings gewann Uruguay das Turnier souverän ohne Niederlage. Meléndez erzielte beim 4:1-Erfolg über Brasilien den zwischenzeitlichen 2:1-Führungstreffer.
Seine zweite Panamerikanische Fußballmeisterschaft im Jahr 1956 verlief für Meléndez und Chile nicht so erfolgreich. Das Team, in denen der Stürmer drei Partien absolvierte und kein Tor erzielte, kam auf den sechsten und letzten Rang. Das letzte Länderspieltor erzielte Meléndez bei der Copa O’Higgins 1957 gegen Brasilien und Chile somit 1:0 gewann. Das letzte Länderspiel absolvierte Meléndez im Juni 1960 gegen Brasilien.

## Erfolge

### Verein
Everton
- Chilenischer Meister (2): 1950, 1952

Unión La Calera
- Zweitliga-Meister: 1961

### Individuell
- Torschützenkönig der Primera División: 1952